# Prestoea
Prestoea – rodzaj roślin z rodziny arekowatych. Obejmuje 10 gatunków. Zasięg rodzaju obejmuje Amerykę Środkową i Południową (na południu sięga do Brazylii i Boliwii).

## Systematyka
Pozycja systematyczna według Angiosperm Phylogeny Website (2001...)
Należy do rodziny arekowatych (Arecaceae), rzędu arekowce (Arecales), kladu jednoliścienne (monocots) w obrębie kladu okrytonasiennych.
W obrębie arekowatych należy do podrodziny Arecoideae, plemienia Areceae i podplemienia Euterpeinae.
Wykaz gatunków
- Prestoea acuminata (Willd.) H.E.Moore
- Prestoea carderi (W.Bull) Hook.f.
- Prestoea decurrens H.E.Moore
- Prestoea ensiformis (Ruiz & Pav.) H.E.Moore
- Prestoea longepetiolata (Oerst.) H.E.Moore
- Prestoea pubens H.E.Moore
- Prestoea pubigera (Griseb. & H.Wendl.) Hook.f.
- Prestoea schultzeana (Burret) H.E.Moore
- Prestoea simplicifolia Galeano
- Prestoea tenuiramosa (Dammer) H.E.Moore